# Cyphocharax multilineatus
Cyphocharax multilineatus är en fiskart som först beskrevs av George Myers 1927.  Cyphocharax multilineatus ingår i släktet Cyphocharax och familjen Curimatidae. Inga underarter finns listade i Catalogue of Life.